# 23,2-Meter-Klasse der DGzRS

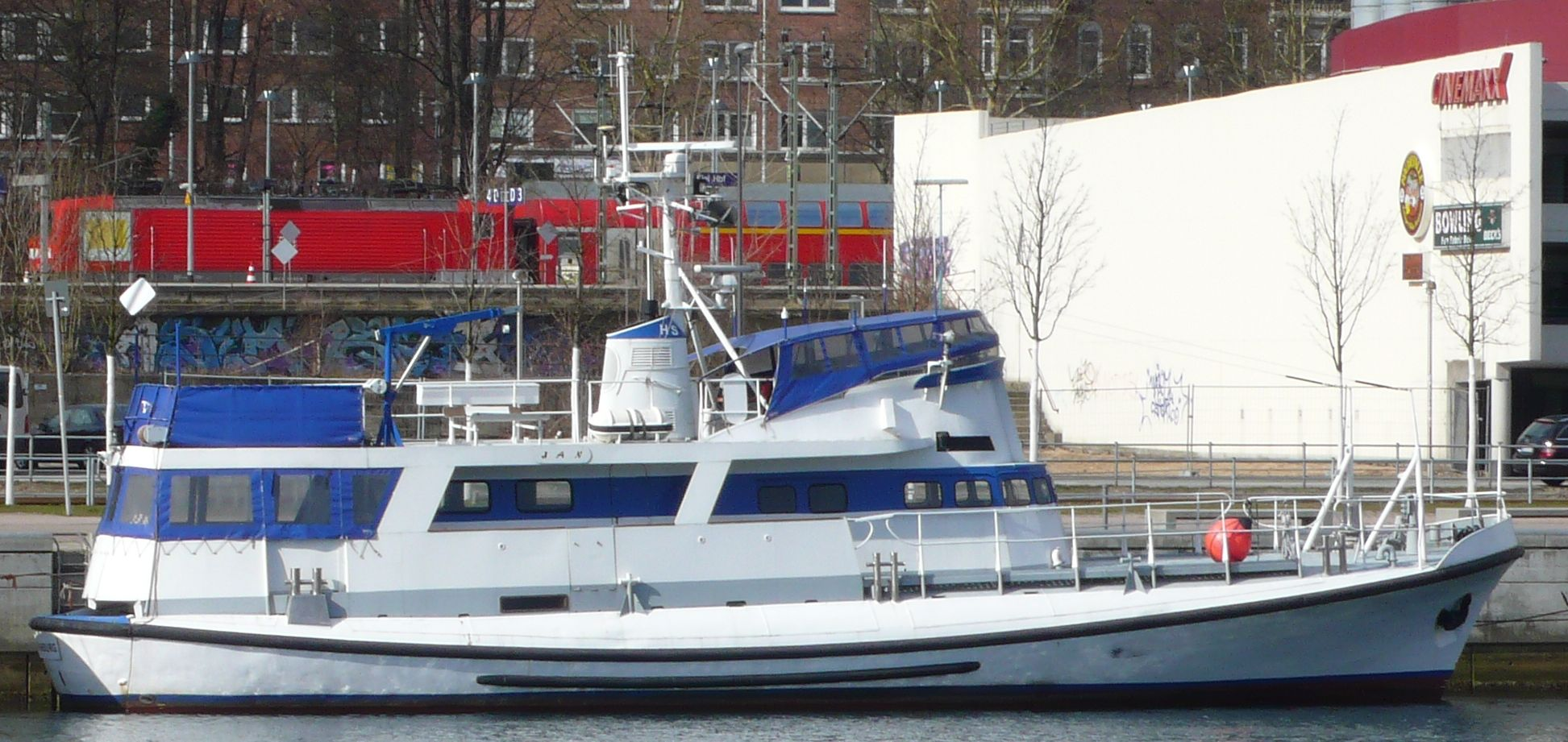
Motoryacht Jan, ehemals Theodor Heuss 2012 in Kiel

Die 23,2-Meter-Klasse war eine Serie von vier Seenotkreuzern der Deutschen Gesellschaft zur Rettung Schiffbrüchiger (DGzRS) sowie eines Schiffes der Guardia Costiera. Die Schiffe dieser Klasse waren in den Jahren 1957 bis 1960 von der Schiffs- und Bootswerft Schweers in Bardenfleth sowie von Abeking & Rasmussen in Lemwerder gebaut worden. Alle Schiffe wurden in den 1980er-Jahren außer Dienst gestellt. Das Typschiff ist der Kreuzer Theodor Heuss, daher spricht man auch von der Theodor-Heuss-Klasse. Es handelte sich um die weltweit erste Klasse moderner Seenotrettungskreuzer mit neuartigem Antriebs- und Tochterboot-Konzept.

## Entwicklung und Ausstattung
Die Entwicklung der Klasse basierte auf den Erkenntnissen der Versuche mit dem Versuchskreuzer Bremen, die die DGzRS in ihrem Willen bestärkt hatten, Kreuzer mit Tochterbooten einzusetzen, sowie den Erkenntnissen aus der Entwicklung des ersten Schiffes der so genannten „neuen Generation“, der Hermann Apelt. Die Schiffe waren mit drei Maschinen ausgerüstet, die jeweils auf eine Schraube wirkten. Der Mittelmotor mit einer Leistung von 993 kW bzw. 1.350 PS war derselbe 12-Zylinder-Diesel-V-Motor wie in der Diesellokomotive V 100 (später Baureihe 211). Die zwei Seitenmaschinen hatten jeweils 147 kW Leistung und wirkten auf Verstellpropeller. Mit allen drei Maschinen zusammen konnten die Kreuzer erstmals die gewünschten 20 Knoten als Höchstgeschwindigkeit erreichen. Weiterhin waren die Schiffe mit Feuerlöschanlage und Fremdlenzpumpe ausgestattet.

## Die Schiffe

### Theodor Heuss
Die Theodor Heuss wurde unter der Baunummer 6320 bei Schiffs- und Bootswerft Schweers gebaut und im Jahr 1957 als Typschiff der Klasse auf den Namen des ersten deutschen Bundespräsidenten und damaligen Schirmherrn der DGzRS getauft. Taufpatin war die Schwiegertochter von Theodor Heuss.
Vom 7. März 1957 bis zum 17. Juni 1963 war die Theodor Heuss auf der Insel Borkum stationiert. Danach erfolgte die Verlegung nach Laboe. Hier wurde das Schiff vom 21. Juni 1963 bis zur Außerdienststellung am 29. Mai 1985 eingesetzt. Sie wurde nach der Ausmusterung an einen Privatmann verkauft und fuhr bis 2008 umgebaut zu einem Kabinenkreuzer und in einer anderen Farbgebung auf der Weser unter dem Namen Frido Spatz. Im Jahr 2008 wurde sie an einen Hamburger Reeder verkauft und in Hirtshals/Dänemark komplett renoviert. Das Schiff wurde mittlerweile in Jan umbenannt.
2015/16 wurde das Schiff in einer Werft in Finkenwerder renoviert und hat am 5. Mai 2016 unter neuem Namen THeuss die Einlaufparade zum Hamburger Hafengeburtstag begleitet.
Die DGzRS-interne Bezeichnung lautete KRS 2, ihr Rufzeichen DBAG.
Das Tochterboot Tedje, eine norddeutsche Verniedlichung des Vornamens Theodor, hatte die interne Bezeichnung KRT 2. Das Tochterboot Tedje wurde zunächst als Exponat mit dem Namen Roland in Norddeich vor dem dortigen Rettungsschuppen ausgestellt, 1996 ebenfalls an eine Privatperson verkauft und trägt nun wieder den Namen Tedje.

### Ruhr-Stahl
Die Ruhr-Stahl wurde 1958 von der Schweers-Werft unter Werft-Nr. 6337 erbaut. Der Kreuzer erhielt bei seiner Taufe am 15. April 1958 seinen Namen auf Grund der Unterstützung der DGzRS seitens der hauptsächlich an der Ruhr beheimateten Stahlindustrie. Von April 1958 bis Mai 1965 war die Ruhr-Stahl in Cuxhaven stationiert. Es erfolgte die Verlegung auf die DGzRS-Station auf der Insel Amrum, wo das Schiff bis Mai 1985 im Dienst war. Bis zu diesem Zeitpunkt führte das Schiff das Rufzeichen DBAA.
1985 wurde das Schiff nach Uruguay verkauft, wo es als Ades III als Seenotkreuzer verwendet wurde. Später erfolgte ein Weiterverkauf innerhalb Uruguays, seitdem wird das Schiff unter dem Namen Ana Isabel in Montevideo als Taucherbasisschiff und Offshore-Versorger eingesetzt.
Die Ruhr-Stahl war Drehort und Handlungsschauplatz der 1977 produzierten und 1977/78 im ZDF ausgestrahlten 13-teiligen deutschen Fernsehserie Aus dem Logbuch der „Peter Petersen“ mit Karl-Heinz Kreienbaum in der Rolle des Vormanns. Peter Petersen war darin der Serienname des Schiffs.
Die DGzRS-interne Bezeichnung lautete KRS 3.
Das Tochterboot Tünnes (Baunummer 6342, Rufzeichen DA 6212, interne Bezeichnung KRT 3) erhielt seinen Namen nach der gleichnamigen volkstümlichen Figur aus dem Rheinland (Köln). Es wurde als Henry Cotelo bis 2006 ebenfalls in Uruguay als SAR-Einheit eingesetzt, bevor es durch die Hörnum, ein ehemaliges Rettungsboot der 9-Meter-Klasse der DGzRS, ersetzt wurde. Danach kam das Boot nach Uganda und stand danach dem dortigen Seenotrettungsdienst NLRI auf dem Victoriasee zur Verfügung.

### H. H. Meier
Die H. H. Meier wurde 1960 ebenfalls von Schweers unter der Werft-Nr. 6353 erbaut und hatte die DGzRS-interne Bezeichnung KRS 4. Die Taufe erfolgte am 11. März 1960 in Bremen-Vegesack. Den Namen erhielt das Schiff zu Ehren von Konsul Hermann Henrich Meier, einem Bremer Reeder, Gründer des Norddeutschen Lloyds und erstem Vorsitzer der DGzRS nach ihrer Gründung im Jahre 1865. Von März 1960 bis August 1985 war die H. H. Meier in Bremerhaven stationiert. Von 1985 bis 1987 diente sie mit dem Rufzeichen DBAE der DGzRS als Kreuzer ohne feste Station, um bei Werftaufenthalten anderer Schiffe diese zu vertreten.
Mit seiner Außerdienststellung im August 1985 wurde der Kreuzer auf den Namen Theodor Heuss umgetauft. Hintergrund hierfür war die Absicht, ein Typschiff der Klasse der ersten „echten“ deutschen Seenotkreuzer im Deutschen Museum in München auszustellen. Die Umbenennung ist somit als Referenz auf die Klassenbezeichnung zu werten. Die umgetaufte H. H. Meier wurde einschließlich Tochterboot im März 1987 nach München ins Deutsche Museum gebracht. Die Fahrt nach München erfolgte zunächst über den Wasserweg – über den Rhein, den Main und den Main-Donau-Kanal – bis Nürnberg, von dort per Schwerlasttransport bis München.
Das Tochterboot Roland (Baunummer 6356, Rufzeichen DA 6211) hatte die interne Bezeichnung KRT 4. Es erhielt den Namen nach dem gleichnamigen Wahrzeichen der Stadt Bremen. Ebenfalls im August 1985 erhielt das Tochterboot den Namen Tedje.

### Hamburg
Die Hamburg wurde als einziges Schiff der Klasse 1960 von Abeking & Rasmussen in Lemwerder unter der Werft-Nr. 5468 erbaut. Sie hatte das Rufzeichen DBAF. Der Kreuzer war das dritte Fahrzeug der DGzRS, das auf den Namen der Hansestadt Hamburg getauft wurde, ist daher auch als Hamburg III bekannt. Die Taufe erfolgte am 11. März 1960 in Bremen. Von März 1960 bis Juli 1975 war die Hamburg in Burgstaaken stationiert, im gleichen Monat erfolgte die Verlegung nach Grömitz, wo das Schiff bis zur Außerdienststellung im Oktober 1985 stationiert war.
Die DGzRS-interne Bezeichnung lautete KRS 5.
Ende 1985 wurde das Schiff in die Karibik verkauft, wo es unter dem Namen Sea Wolf gewerblich betrieben wurde. 1990 kehrte das Schiff nach Deutschland zurück und lag dort in Privatbesitz in der Ostsee (Neustadt in Holstein). In der Folgezeit wechselten Eigner und Liegeplatz mehrfach, so lag sie im Baltikum, in Sassnitz (Rügen) und schließlich bis 2004 als Ostseebad Kühlungsborn im gleichnamigen Ort an der Ostsee, später in Wilhelmshaven. Im Herbst 2004 wurde die Hamburg von dem heutigen Eigner übernommen. Er überführte das Schiff nach Stralsund, wo es überarbeitet wurde. Eine Seitenmaschine, ein Mercedes OM 355, wurde ausgebaut und komplett überholt. Bis Mitte Juni 2007 lag die Hamburg als Museumsschiff im Hamburger Museumshafen Oevelgönne, anschließend erfolgte die Verlegung nach Rostock. Der Rettungskreuzer hat eine Zulassung als Traditionsschiff und kann im Rahmen der Traditionsschifffahrt für bis zu 20 Personen gechartert werden. Zuletzt lag der Kreuzer unter dem Namen Seewolf im Hafen von Stubbekøbing.
Das erste Tochterboot (Baunummer 5551, DA 6208) wurde nach der Hamburger Michaeliskirche, die im Volksmund Michel genannt wird, benannt. Es hatte die interne Bezeichnung KRT 5. Das Tochterboot wurde nach der Rückkehr aus der Karibik vom Kreuzer entfernt und nach Mannheim verkauft, wo es – jetzt in Privatbesitz – auf den Namen August-Wilhelm umgetauft wurde. Bei dem später auf der Hamburg ausgestellten Tochterboot handelte es sich nicht um das Original, sondern um ein 1955 bei Fassmer gebautes Rettungsboot des Feuerschiffs Borkumriff.

## Tabelle der Stationierungen
| Seenotrettungskreuzer der 23,2-Meter Klasse und ihre Stationierungen |                           |                                |                              |      |                                       |                                  |                                      |
| Bau-Nr. – Name Rufzeichen                                            | Tochterboot               | Rettungs- stationen            | Stationierungen von – bis    | Bild | Baudaten Jahr/Werft/Bau-Nr.           | Taufe                            | Bemerkung – Verbleib                 |
| KRS 2 THEODOR HEUSS Ruf: DBAG                                        | KRT 2 TEDJE Ruf: ?        | Borkum Laboe                   | 3/1957→6/1963 6/1963→5/1985  |      | Bj. 1957 Schweers Nr. 6320            | 12. Februar 1957 in Bardenfleth  | → verkauft an privat                 |
| KRS 3 RUHR-STAHL Ruf: DBAA                                           | KRT 3 TÜNNES Ruf: DA 6212 | Cuxhaven Amrum                 | 4/1958→5/1965 5/1965→5/1985  |      | Bj. 1958 Schweers Nr. 6337            | 15. April 1958 in Bardenfleth    | → Uruguay Seenotrettungsdienst       |
| KRS 4 H. H. MEIER Ruf: DBAE                                          | KRT 4 ROLAND Ruf: DA 6211 | Bremerhaven ohne feste Station | 3/1960→8/1985 8/1985→1987    |      | Bj. 1960 Schweers Nr. 6353            | 11. März 1960 in Bremen-Vegesack | Springer → München Deutsches Museum  |
| KRS 5 HAMBURG (III) Ruf: DBAF                                        | KRT 5 MICHEL Ruf: DA 6208 | Burgstaaken Grömitz            | 3/1960→7/1975 7/1975→10/1985 |      | Bj. 1960 Abeking & Rasmussen Nr. 5468 | 11. März 1960 in Bremen-Vegesack | → verkauft an Gewerbe in der Karibik |

## In anderen Ländern

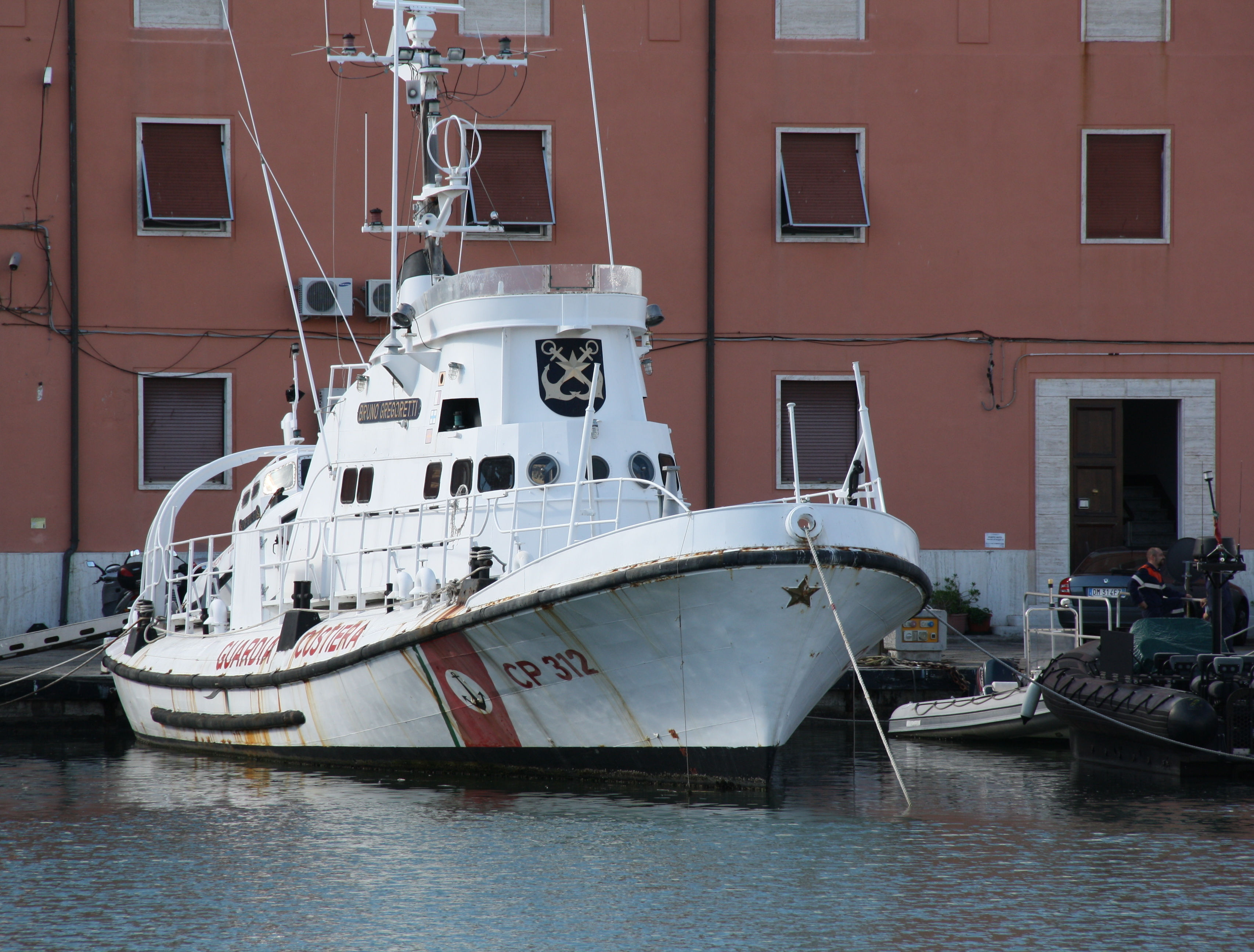
CP 312 Bruno Gregoretti

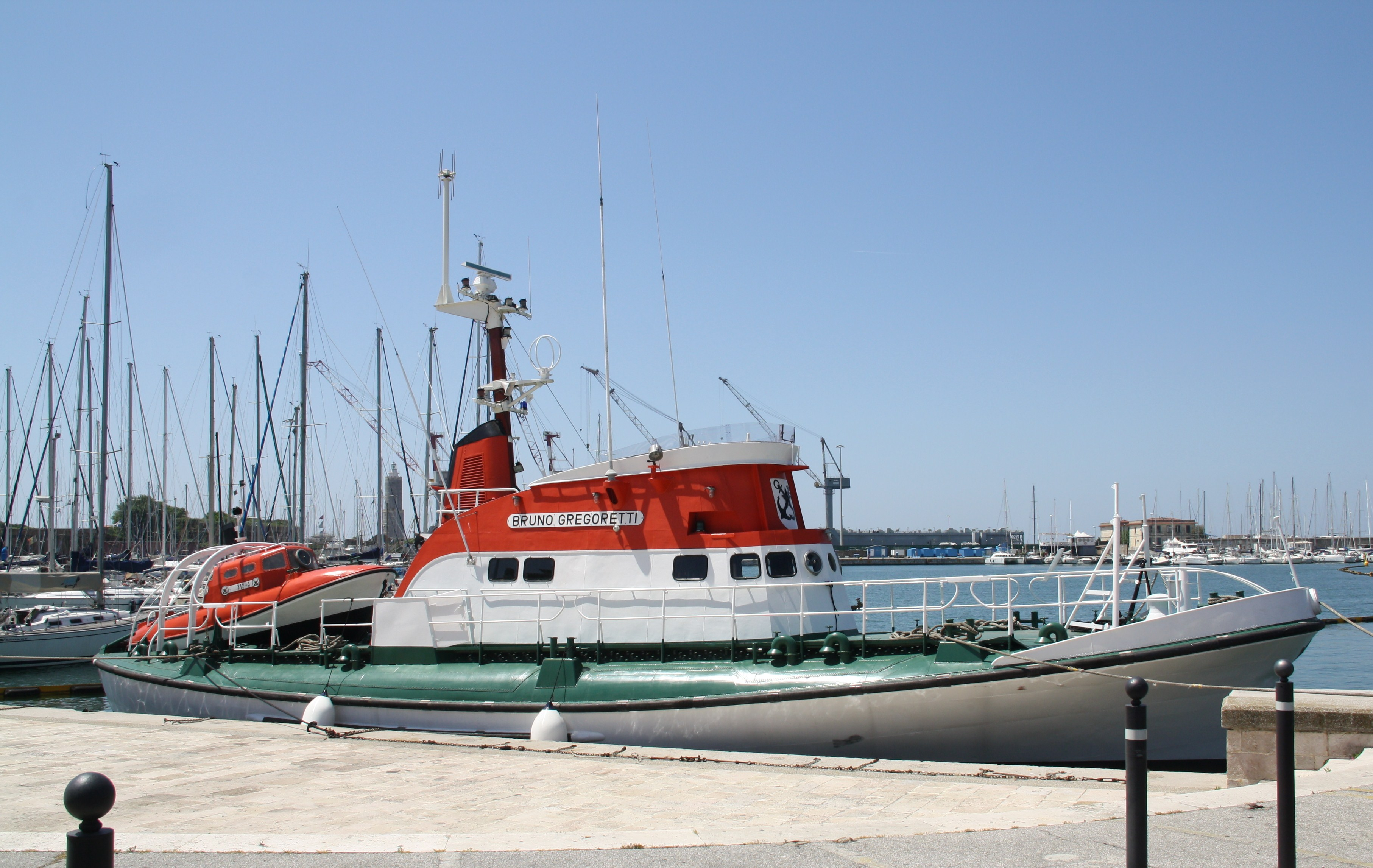
Bruno Gregoretti in DGzRS-Farbgebung im Hafen von Livorno

Die italienische Küstenwache hatte besonderes Interesse an den erfolgreich operierenden Seenotkreuzern und bestellte Anfang der 1970er Jahre bei der Schweers-Werft ein Schiff der Heuss-Klasse. Das Schiff CP 312 mit Namen Bruno Gregoretti lief 1972 vom Stapel und war unter der Kennung IHXR bis Ende 2007 im Einsatz. Namensgeber war ein Offizier der italienischen Küstenwache, der im Februar 1943 vor Pelješac fiel.
Heimathafen der Bruno Gregoretti war und ist auch nach der Außerdienststellung Livorno. Die dortige Autorità portuale übernahm das Boot im Jahr 2012 und stellte es für Besuche von Schulklassen und anderen Besuchergruppen zur Verfügung. 2014 wurde die örtliche Lorenzoni-Werft mit der Restaurierung des Seenotrettungskreuzers beauftragt, der im neuen Port Center des Hafens eine neue Verwendung als Museumsschiff finden soll. Der Kreuzer erhielt im September 2019 wieder die ursprüngliche Farbgebung, die weitgehend jener der DGzRS entspricht.
Neben diesem Kreuzer hatte die italienische Küstenwache auch einen Kreuzer der 26-Meter-Klasse bei der Schweers-Werft bauen lassen.